# Conrad Veidt
Hans Walter Conrad Veidt (/faɪt/; n. 22 ianuarie 1893, Berlin, Imperiul German – d. 3 aprilie 1943, Hollywood, California, SUA) a fost un actor german cel mai bine amintit pentru rolurile sale în filme precum  Diferit de ceilalți (Anders als die Andern, 1919), Cabinetul Dr. Caligari (1920) și Omul care râde (1928). După o carieră de succes în filmele mute germane, unde a fost una dintre cele mai bine plătite vedete ale UFA, el și noua sa soție evreico-maghiară Ilona Prager au fost nevoiți să părăsească Germania în 1933, după ce naziștii au ajuns la putere. Cuplul s-a stabilit în Marea Britanie, unde el a primit cetățenia britanică în 1939. A apărut în multe filme britanice, printre care Hoțul din Bagdad (1940), înainte de a emigra în Statele Unite în jurul anului 1941, ceea ce a făcut să fie distribuit ca maiorul Strasser în Casablanca (1942). 

## Tinerețe
Veidt s-a născut într-un district burghez din Berlin, în ceea ce era atunci Imperiul German, părinții săi au fost Amalie Marie (n. Gohtz) și Phillip Heinrich Veidt. (Unele biografii afirmă greșit că s-a născut la Potsdam.) Familia sa era luterană. 
În 1914, Veidt a cunoscut-o pe actrița Lucie Mannheim, cu care a început o relație. Mai târziu, în acel an, Veidt a fost înrolat în armata germană în timpul primului război mondial. În 1915, a fost trimis pe frontul de est ca subofițer și a luat parte la bătălia de la Varșovia. El s-a îmbolnăvit de icter și de pneumonie și a trebuit să fie evacuat la un spital din Marea Baltică. În timpul recuperării, el a primit o scrisoare de la Mannheim în care ea îi spunea că a găsit de lucru la un teatru din Libau. Intrigat, Veidt a aplicat și el pentru teatru. Cum starea lui nu se îmbunătățise, armata i-a permis să se alăture teatrului, astfel încât să poată juca pentru trupe. În timp ce juca teatru, a încheiat relația cu Mannheim. La sfârșitul anului 1916, el a fost reexaminat de armată și considerat inapt pentru serviciu; a devenit civil în ianuarie 1917. Veidt s-a întors la Berlin pentru a-și continua cariera de actor.

## Carieră

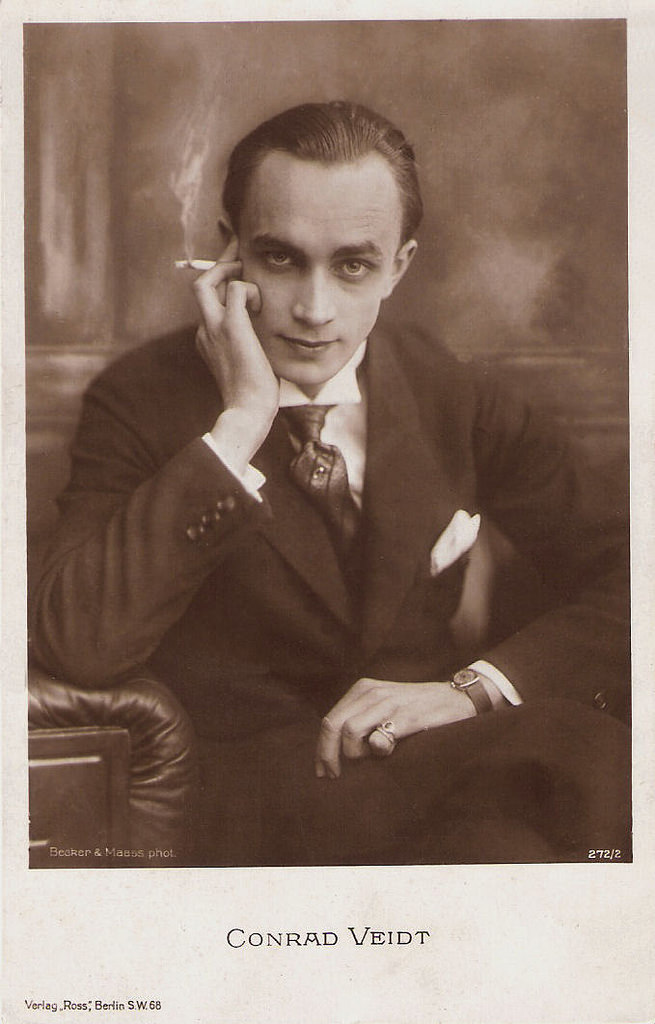
Veidt, c. 1920

Din 1916 până la moartea sa, Veidt a apărut în peste 100 de filme. Unul dintre primele sale roluri a fost ca somnambulul Cesare în filmul regizorului Robert Wiene, Cabinetul Dr. Caligari (1920), un clasic al cinematografiei expresioniste germane, cu Werner Krauss și Lil Dagover. Rolul său principal în Omul care râde (1928), ca un interpret de circ desfigurat, a cărui față este tăiată într-un zâmbet permanent, a fost inspirația (vizuală) pentru personajul Joker din franciza Batman. Veidt a jucat în alte filme de groază mute, cum ar fi Mâinile lui Orlac (1924), regizat tot de Robert Wiene, Studentul de la Praga (1926) și Muzeul de ceară (1924), în care a jucat ca Ivan cel Groaznic. Veidt a apărut și în filmul lui Magnus Hirschfeld Anders als die Andern (Diferit de ceilalți, 1919), unul dintre primele filme care nu înfățișează negativ homosexualitatea, deși povestea filmului se termină tragic. A avut un rol principal în primul film sonor din Germania, Das Land ohne Frauen (Țara fără femei, 1929). 
S-a mutat la Hollywood la sfârșitul anilor 1920 și a făcut câteva filme acolo, dar apariția filmului sonor  și dificultatea lui de a vorbi engleza l-au determinat să se întoarcă în Germania. În această perioadă, el a primit licența pentru a-i îndruma pe actorii începători, printre care a fost și actrița americană de mai târziu, Lisa Golm. 

## Emigrare
Veidt s-a opus cu fervoare regimului nazist și a donat mai târziu o parte majoră din averea sa Marii Britanii pentru a o ajuta în efortul de război. La scurt timp după ce Partidul Nazist a preluat puterea în Germania, în martie 1933, Joseph Goebbels a purificat industria cinematografică de anti-naziști și de evrei  și astfel în 1933, la o săptămână după căsătoria lui Veidt cu Ilona Prager, o femeie evreică, cuplul a emigrat în Marea Britanie înainte de a putea fi întreprinse orice acțiuni împotriva oricăruia dintre ei. 
Goebbels a impus un „chestionar rasial” în care toți angajații din industria cinematografică germană trebuiau să-și declare „rasa” pentru a continua să lucreze. Când Veidt a completat chestionarul, la întrebarea cu privire la Rasse (rasa sa) a scris că este Jude  (evreu). Veidt nu era evreu, dar soția sa era evreică, iar Veidt nu a renunțat la femeia pe care o iubea. În plus, Veidt, care s-a opus antisemitismului, a dorit să manifeste solidaritate cu comunitatea evreiască germană, care se afla în procesul de a fi deposedată de drepturile lor ca cetățeni germani în primăvara anului 1933.  
Ca unul dintre cei mai proeminenți actori din Germania, Veidt fusese informat că, dacă ar fi pregătit să divorțeze de soția sa și să-și declare sprijinul pentru noul regim, el ar putea continua să lucreze ca actor în Germania. Câțiva alți actori de seamă care s-au opus naziștilor înainte de 1933 au trecut de partea acestora. Scriind în chestionar că este evreu, Veidt a devenit șomer în Germania, dar a declarat că acest sacrificiu a meritat, deoarece nu a existat nimic în lume care să-l oblige să se despartă de soția sa. După ce a auzit ce a făcut Veidt, Goebbels a remarcat că acesta nu va mai juca niciodată în Germania. 

Conrad Veidt în The Spy in Black (1939)

După ce a ajuns în Marea Britanie, Veidt și-a perfecționat engleza și a jucat în rolurile titulare ale filmele anti-naziste Evreul rătăcitor (1933) și a Jew Süss (1934), ultimul film a fost regizat de regizorul german în exil, Lothar Mendes și produs de Michael Balcon pentru Gaumont-British. El a fost naturalizat ca subiect britanic la 25 februarie 1939. În acel moment era multilingv, astfel că Veidt a jucat în filme atât în limba franceză, cu regizori francezi expatriați, cât și în engleză, inclusiv trei dintre rolurile sale cele mai cunoscute pentru regizorul britanic Michael Powell în The Spy in Black (1939), Contrabandă (1940) și Hoțul din Bagdad (1940). 

### Cariera ulterioară în SUA
Până în 1941, el și Ilona s-au mutat la Hollywood pentru a ajuta la efortul britanic în realizarea unor filme americane care ar putea convinge Statele Unite atunci neutre și încă izolaționiste să se alăture războiului împotriva naziștilor, care la acea vreme controlau toată Europa continentală și bombardau Regatul Unit. Înainte de a părăsi Regatul Unit, Veidt și-a donat economiile de o viață guvernului britanic pentru a ajuta la finanțarea efortului de război. Dându-și seama că Hollywood-ul l-ar fi distribuit cel mai probabil în roluri de naziști, el a cerut printr-un contract că aceștia trebuie să fie prezentați întotdeauna ca răufăcători. 
A jucat în câteva filme, precum A Woman’s Face (1941) regizat de George Cukor, în care a jucat alături de Joan Crawford sau Nazi Agent (1942), în care a avut un rol dublu atât ca spion aristocratic nazist german, cât și ca fratele geamăn al bărbatului, un american anti-nazist. Cel mai cunoscut rol al său de la Hollywood a fost ca maiorul sinistru Heinrich Strasser din Casablanca (1942), un film care a început pre-producția înainte ca Statele Unite să intre în al doilea război mondial. 

## Viață personală
Conrad Veidt s-a căsătorit de trei ori: s-a căsătorit prima dată cu Gussy Holl, o animatoare de cabaret, la 18 iunie 1918. Au divorțat patru ani mai târziu. Gussy s-a căsătorit ulterior cu actorul german Emil Jannings. Unele surse spun că Veidt a avut o fiică pe nume Ruth-Maria cu Holl.
Cea de-a doua soție a lui Veidt, Felicitas Radke, era dintr-o familie germană aristocratică; s-au căsătorit în 1923. Fiica lor, Vera Viola Maria, numită Viola, s-a născut la 10 august 1925. S-a căsătorit ultima dată cu Ilona Prager,  evreică maghiară numită Lily, în 1933; au rămas împreună până la moartea sa.  

## Moarte
Conrad Veidt a murit la 3 aprilie 1943, în urma unui atac de cord, în timp ce juca golf la Riviera Country Club din Los Angeles, alături de cântărețul Arthur Fields și medicul său personal, Dr. Bergman, care l-a declarat mort. Veidt avea 50 de ani. În 1998, cenușa sa a fost așezată într-o nișă a columbariumului, în crematorul Golders Green din nordul Londrei.

## Filmografie completă
| An        | Titlu                                  | Rol | Note                                    |
| --------- | -------------------------------------- | --- | --------------------------------------- |
| 1917      | When the Dead Speak                    | Richard von Worth |                                         |
| 1917      | Fear                                   | Indian Priest |                                         |
| 1917      | The Sea Battle                         | |                                         |
| 1917      | The Spy                                | Steinau |                                         |
| 1918      | The Mystery of Bangalore               | Dinja |                                         |
| 1918      | The Serenyi                            | |                                         |
| 1918      | The Path of Death                      | Rolf |                                         |
| 1918      | The Mexican                            | |                                         |
| 1918      | The House of Three Girls               | Baron Schober |                                         |
| 1918      | Diary of a Lost Woman                  | Dr. Julius |                                         |
| 1918      | Jettchen Gebert's Story                | Doctor Friedrich Köstling |                                         |
| 1918      | Colomba                                | Henrik van Rhyn |                                         |
| 1918      | Let There Be Light                     | Herr Kramer |                                         |
| 1918      | The Story of Dida Ibsen                | Erik Norrensen |                                         |
| 1918      | Henriette Jacoby                       | Doctor Friedrich Köstling |                                         |
| 1918      | Victim of Society                      | Prosecutor Chrysander |                                         |
| 1918      | Not of the Woman Born                  | Satan |                                         |
| 1919      | Opium                                  | Dr. Richard Armstrong Jr. |                                         |
| 1919      | Nocturne of Love                       | Frederic Chopin |                                         |
| 1919      | The Japanese Woman                     | The Secretary |                                         |
| 1919      | Prostitution                           | Alfred Werner |                                         |
| 1919      | Around the World in Eighty Days        | Phineas Fogg |                                         |
| 1919      | Peer Gynt (2 parts)                    | Ein fremder Passagier |                                         |
| 1919      | Different from the Others              | Paul Körner |                                         |
| 1919      | The Ocarina                            | Jaap |                                         |
| 1919      | Prince Cuckoo                          | Karl Kraker |                                         |
| 1919      | Madness                                | Bankier Lorenzen |                                         |
| 1919      | Unheimliche Geschichten                | Moarte (Introducere, Sfârșit) / The stranger (ep.1) / The assassin (ep.2) / Traveller (ep.3) / Club president (ep.4) / Soț (ep.5) |                                         |
| 1919      | The Mexican                            | |                                         |
| 1920      | The Count of Cagliostro                | The Minister |                                         |
| 1920      | Figures of the Night                   | Clown |                                         |
| 1920      | Satan                                  | Lucifer / Hermit / Gubetta / Grodski                                                                                              |                                         |
| 1920      | Cabinetul doctorului Caligari          | Cesare |                                         |
| 1920      | The Merry-Go-Round                     | Petre Karvan |                                         |
| 1920      | Patience                               | Sir Percy Parker |                                         |
| 1920      | The Night at Goldenhall                | Lord Reginald Golden / Harald Golden                                                                                              |                                         |
| 1920      | The Eyes of the World                  | Johannes Kay, Julianne's Lover |                                         |
| 1920      | Kurfürstendamm                         | Satan |                                         |
| 1920      | The Head of Janus                      | Dr. Warren / Mr. O'Connor |                                         |
| 1920      | Moriturus                              | Wilmos |                                         |
| 1920      | The Clan                               | |                                         |
| 1920      | Evening – Night – Morning              | Brilburn - Maud's brother |                                         |
| 1920      | Manolescu's Memoirs                    | Manolescu |                                         |
| 1920-1921 | Christian Wahnschaffe (2 părți)        | Christian Wahnschaffe |                                         |
| 1921      | People in Ecstasy                      | Professor Munk, Komponist |                                         |
| 1921      | The Secret of Bombay                   | Dichter Tossi |                                         |
| 1921      | Journey into the Night                 | Der Maler |                                         |
| 1921      | Love and Passion                       | Jalenko, the Gypsy |                                         |
| 1921      | The Love Affairs of Hector Dalmore     | Hektor Dalmore |                                         |
| 1921      | Desire                                 | Ivan - a young Russian dancer |                                         |
| 1921      | Country Roads and the Big City         | Raphael, der Geiger |                                         |
| 1921      | Danton                                 | |                                         |
| 1921      | Lady Hamilton                          | Lord Nelson |                                         |
| 1921      | The Indian Tomb (2 parts)              | Ayan III / Prince von Eschnapur / The Majarajah of Bengal                                                                         |                                         |
| 1921      | The Passion of Inge Krafft             | Hendryck Overland |                                         |
| 1922      | Lucrezia Borgia                        | Cesare Borgia |                                         |
| 1923      | Paganini                               | Niccolò Paganini |                                         |
| 1923      | William Tell                           | Hermann Gessler |                                         |
| 1923      | Gold and Luck                          | The Count |                                         |
| 1923      | Bride of Vengeance                     | Cesare Borgia |                                         |
| 1924      | Carlos and Elisabeth                   | Don Carlos |                                         |
| 1924      | Temperamental Artist                   | Arpad Czaslo |                                         |
| 1924      | The Hands of Orlac                     | Paul Orlac |                                         |
| 1924      | Waxworks                               | Ivan the Terrible |                                         |
| 1924      | Husbands or Lovers                     | Der Liebhaber, ein Dichter |                                         |
| 1925      | Count Kostia                           | Count Kostia |                                         |
| 1925      | Destiny                                | Count L. M. Vranna |                                         |
| 1925      | Ingmar's Inheritance                   | Hellgum |                                         |
| 1926      | The Fiddler of Florence                | Renées Vater |                                         |
| 1926      | The Brothers Schellenberg              | Wenzel Schellenberg / Michael Schellenberg                                                                                        |                                         |
| 1926      | Love is Blind                          | Dr. Lamare |                                         |
| 1926      | Should We Be Silent?                   | Paul Hartwig, Maler |                                         |
| 1926      | The Woman's Crusade                    | Prosecutor |                                         |
| 1926      | Der Student von Prag                   | Balduin, a student |                                         |
| 1926      | The Flight in the Night                | Heinrich IV |                                         |
| 1927      | The Beloved Rogue                      | Ludovic al XI-lea al Franței |                                         |
| 1927      | A Man's Past                           | Paul La Roche |                                         |
| 1928      | Gesetze der Liebe                      | |                                         |
| 1928      | The Man who Laughs                     | Gwynplaine / Lord Clancharlie |                                         |
| 1929      | Land Without Women                     | Dick Ashton, telegrapher |                                         |
| 1929      | The Last Performance                   | Erik the Great |                                         |
| 1930      | The Last Company                       | Hauptmann Burk |                                         |
| 1930      | Menschen im Käfig (People in the Cage) | Kingsley |                                         |
| 1930      | The Great Longing                      | Himself |                                         |
| 1931      | The Man who Murdered                   | Marquis de Sévigné |                                         |
| 1931      | The Night of Decision                  | General Gregori Platoff |                                         |
| 1931      | The Congress Dances                    | Prince Metternich |                                         |
| 1931      | The Other Side                         | Hauptmann Stanhope |                                         |
| 1932      | Rasputin, Demon with Women             | Grigori Rasputin |                                         |
| 1932      | Congress Dances                        | Prince Metternich |                                         |
| 1932      | The Black Hussar                       | Rittmeister Hansgeorg von Hochberg                                                                                                |                                         |
| 1932      | Rome Express                           | Zurta |                                         |
| 1933      | The Empress and I                      | Marquis de Pontignac |                                         |
| 1933      | F.P.1                                  | Maj. Ellissen |                                         |
| 1933      | I Was a Spy                            | Commandant Oberaertz |                                         |
| 1933      | The Wandering Jew                      | Matathias |                                         |
| 1934      | William Tell                           | Gessler (versiune germană și engleză)                                                                                             |                                         |
| 1934      | Jew Süss                               | Josef Süss Oppenheimer |                                         |
| 1934      | Bella Donna                            | Mahmoud Baroudi |                                         |
| 1935      | The Passing of the Third Floor Back    | The Stranger |                                         |
| 1935      | King of the Damned                     | Convict 83 |                                         |
| 1937      | Dark Journey                           | Baron Karl Von Marwitz |                                         |
| 1937      | Under the Red Robe                     | Gil de Berault |                                         |
| 1938      | Storm Over Asia                        | Erich Keith |                                         |
| 1938      | The Chess Player                       | Baron Kempelen |                                         |
| 1939      | The Spy in Black                       | Captain Hardt |                                         |
| 1940      | Contraband                             | Capt. Andersen |                                         |
| 1940      | The Thief of Bagdad                    | Jaffar |                                         |
| 1940      | Escape                                 | General Kurt von Kolb |                                         |
| 1941      | A Woman's Face                         | Torsten Barring |                                         |
| 1941      | Whistling in the Dark                  | Joseph Jones |                                         |
| 1941      | The Men in Her Life                    | Stanislas Rosing |                                         |
| 1941      | În cursul nopții                       | Ebbing |                                         |
| 1942      | Nazi Agent                             | Otto Becker / Baron Hugo Von Detner                                                                                               |                                         |
| 1942      | Casablanca                             | Maior Heinrich Strasser |                                         |
| 1943      | Above Suspicion                        | Hassert Seidel | Lansat postum (ultimul său rol de film) |

## Legături externe
- Conrad Veidt la Internet Movie Database
- Conrad Veidt la Allmovie
- Conrad Veidt la TCM Movie Database
- Conrad Veidt în baza de date a Institutului Britanic de Film
- Conrad Veidt la Find a Grave
- Poze cu Conrad Veidt.
- Conrad Veidt - Conexiunea Germano-Hollywood
- Poze cu Conrad Veidt
- Pagina de start a lui Conrad Veidt
- Biografia lui Conrad Veidt